# Elabra aureovittata
Elabra aureovittata är en insektsart som först beskrevs av Delong 1923.  Elabra aureovittata ingår i släktet Elabra och familjen dvärgstritar. Inga underarter finns listade i Catalogue of Life.